# Helmut Rasch
Helmut Rasch (Olsztyn, 8 de octubre de 1927-3 de marzo de 2016) fue un futbolista alemán que jugaba en la demarcación de defensa.

## Biografía
Debutó como futbolista en 1950 con el 1. FC Kaiserslautern a manos del entrenador Richard Schneider. En su primera temporada ayudó al club a ganar la Bundesliga. En su segunda temporada quedó en tercera posición, y al finalizarla fue traspasado al SV Darmstadt 98. Jugó en el equipo durante ocho años, disputando un total de 163 partidos y anotando seis goles. Finalmente, la temporada 1959/1960 fue la última que jugó y en la que colgó las botas.
Falleció el 3 de marzo de 2016 a los 88 años de edad.

## Clubes
| Club                 | País     | Año         | Partidos | Goles |
| -------------------- | -------- | ----------- | -------- | ----- |
| 1. FC Kaiserslautern | Alemania | 1950 - 1952 | 33       | 1     |
| SV Darmstadt 98      | Alemania | 1952 - 1960 | 163      | 6     |

### Campeonatos nacionales
| Título     | Club                 | País     | Año  |
| ---------- | -------------------- | -------- | ---- |
| Bundesliga | 1. FC Kaiserslautern | Alemania | 1951 |